# Pan dulce
 (janvier 2016).
Si vous disposez d'ouvrages ou d'articles de référence ou si vous connaissez des sites web de qualité traitant du thème abordé ici, merci de compléter l'article en donnant les références utiles à sa vérifiabilité et en les liant à la section « Notes et références ».

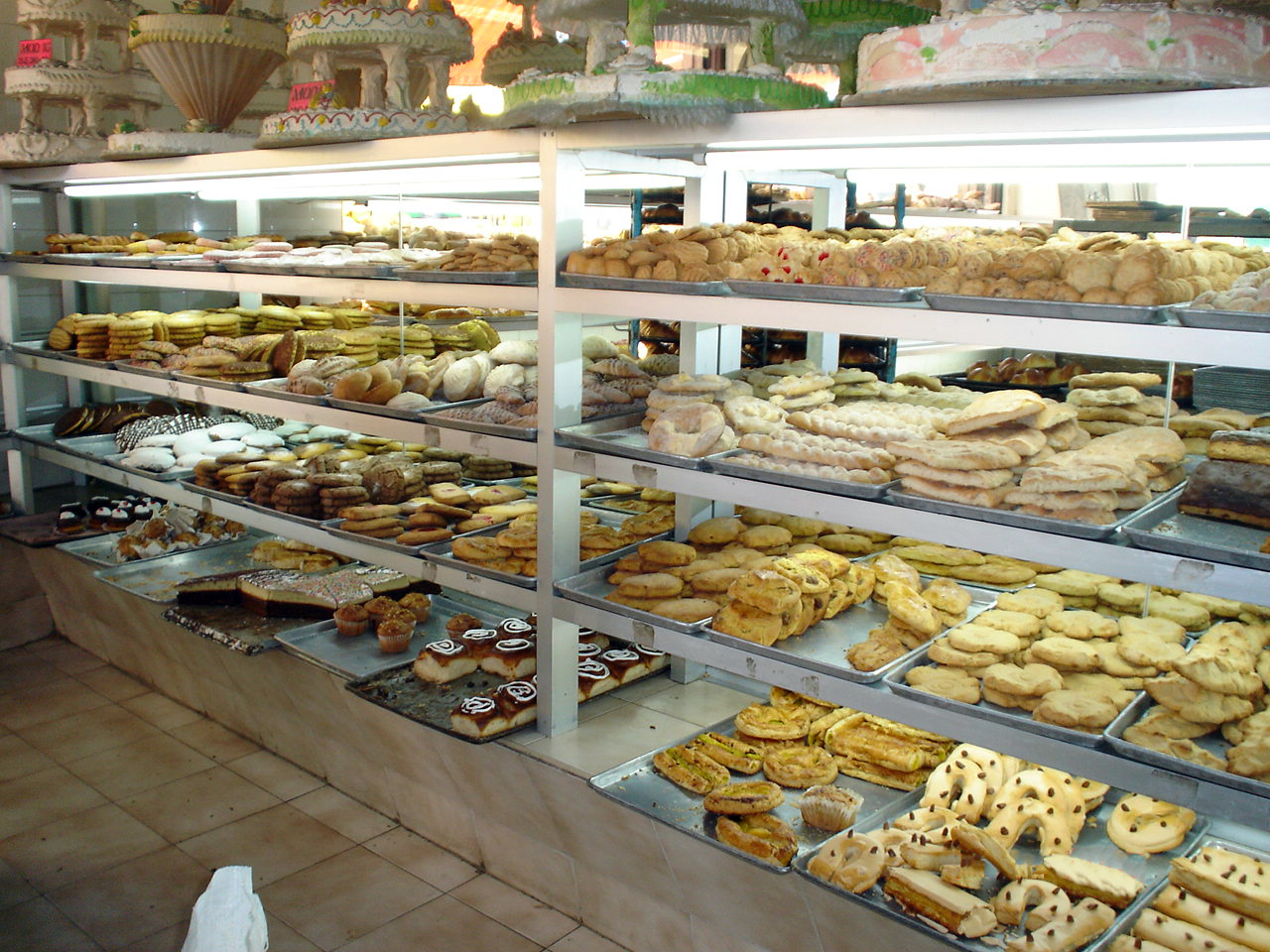
Il existe une grande variété de pan dulce.

Le pan dulce est un pain sucré d'Amérique latine. Il est servi à Noël.